# The Grand Tour
Grand Tour er et bilprogram til Amazon Video med Jeremy Clarkson, Richard Hammond og James May som værter, og produceret af Andy Wilman. De fire havde aftalt at producere serien efter at have forladt BBC-bilprogrammet, Top Gear. Deres første aftale er planlagt til 36 episoder over en periode på tre år. Programmerne bliver udgivet på Amazon Prime. Første udsendelse havde premiere 18. november. 2016.

## Format
Det ønskede format var at have en række tv-film, ved hjælp af optagelser på lokation uden studiesegmenter, men efter afsløringen af titlen, er det blevet annonceret at der vil blive studiesegmenter, optaget i telte ved forskellige steder. Direktøren for Amazon, Jeff Bezos, har beskrevet handlen som værende "meget, meget, meget dyrt". W. Chump and Sons er produktionsselskab for programmet.
Studiooptagelserne begyndte den 17. juli i Johannesburg i Sydafrika. Yderligere optagelser vil finde sted i Storbritannien, USA og Tyskland. Optagelserne i USA vil foregå den 25. september i det sydlige Californien. 

## Eksterne links
- Officiel hjemmeside
- Første trailer: "Clarkson, Hammond & May Brainstorm Names for Their New Amazon Prime Show" på YouTube
- The Grand Tour på Internet Movie Database (engelsk)
- The Grand Tour på Rotten Tomatoes (engelsk)
- The Grand Tour på Metacritic (engelsk)
- The Grand Tour hos The Movie Database (engelsk)
- The Grand Tour hos TheTVDB (engelsk)
- The Grand Tour hos TV.com (engelsk)